# 山粉蝨
山粉蝨（学名：Taiwanaleyrodes montanus）为粉蝨科臺灣粉蝨屬下的一个种。